# Fauna selvatica in Bangladesh
La fauna selvatica in Bangladesh è ampia e variegata; il paese è difatti residenza stabile di circa 53 specie di anfibi, 19 di rettili marini, 139 di rettili, 380 di uccelli, 116 di mammiferi ed infine 5 specie di mammiferi marini. Oltre agli uccelli stabilmente residenti, vi è un'ulteriore aggiunta di 310 specie di uccelli migratori i quali gonfiano innumerevoli il cielo ogni anno. Il paese ha inoltre la tigre del Bengala, l'elefante asiatico, il gibbone Hoolock, l'orso nero asiatico, il leopardo indiano ed altre specie bandiera.
La stragrande maggioranza di queste creature attualmente abita in una zona di terra che è di circa 150.000 chilometri quadrati di dimensione; tuttavia, questa notevole ampiezza concessa non significa che tutto procede per il meglio per quanto riguarda la preservazione del patrimonio naturale; un ampio numero di specie animali sono già scomparse completamente dal paese e altre 201 specie rimangono costantemente minacciate: ad esempio il dhole, chiamato anche "cane selvatico asiatico", è una delle maggiori specie a rischio ormai del tutto in via di estinzione dal territorio del Bengala; ciò per la perdita progressiva del suo habitat naturale e delle proprie prede principali, oltre che per colpa dell'opera persecutoria umana.
Tra le specie animali più di rilievo completamente scomparse dal Bangladesh vi sono il rinoceronte, il bos gaurus, il banteng, il barasinga o "cervo di palude", l'antilope del tipo nilgau ("antilope azzurra"), il lupo indiano, il bufalo d'acqua selvatico, il coccodrillo di palude ed infine anche il comune pavone.
La maggioranza della popolazione umana vive in o intorno a conglomerati urbani molto vasti e questo ha contribuito a limitare in una certa misura la deforestazione. Tuttavia, il tasso di crescita umana continua ad aumentare e questo ha portato a grandi richieste in termini di ambiente biofisico, ma ha condotto pure ad una successiva compensazione dei numerosi habitat naturali . Anche se diverse aree sono ufficialmente protette dal diritto, una gran parte della fauna selvatica del Bangladesh è minacciata da questa crescita.

## Galleria di specie faunistiche

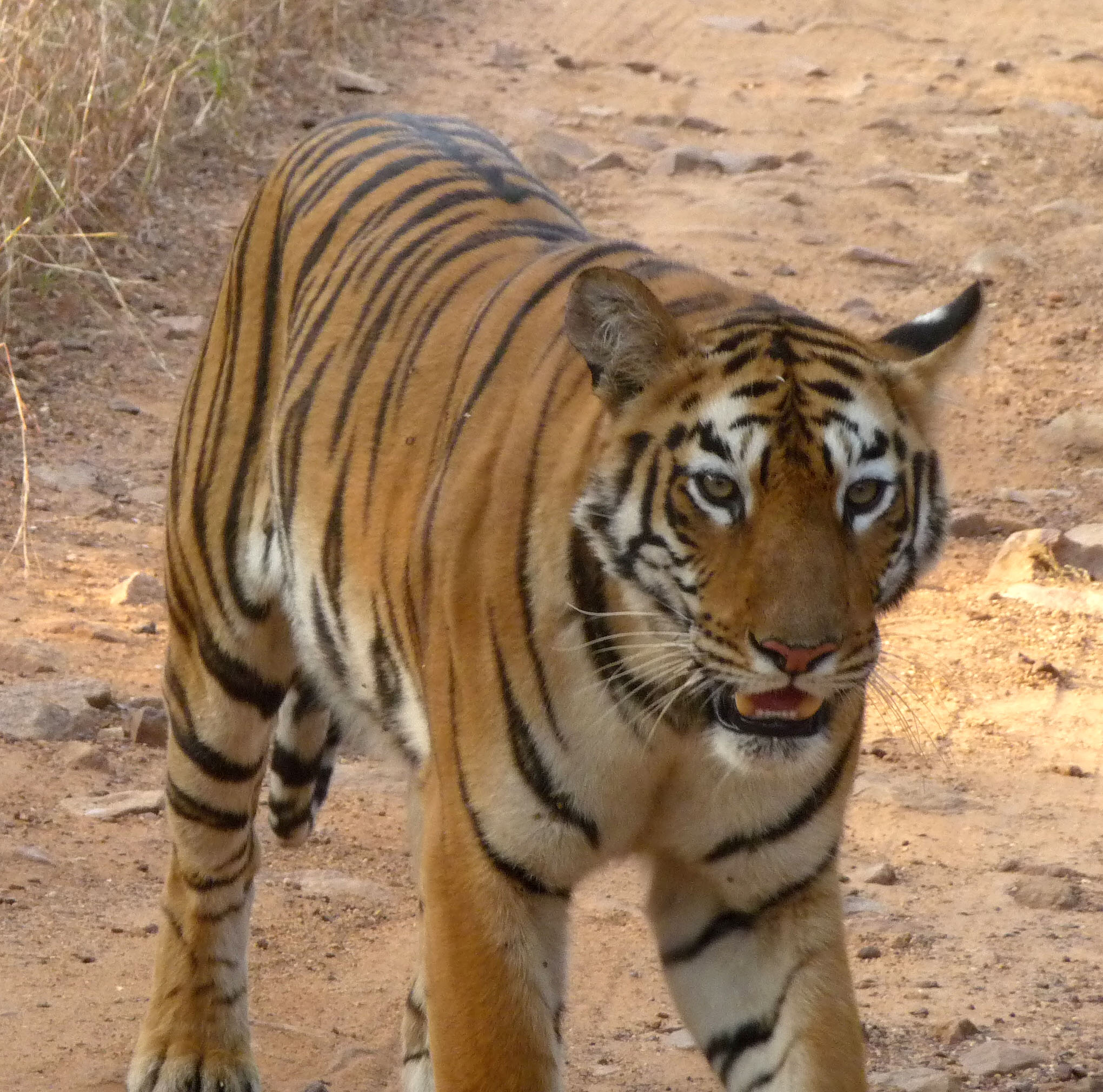
La reale tigre del Bengala è il simbolo nazionale del Bangladesh
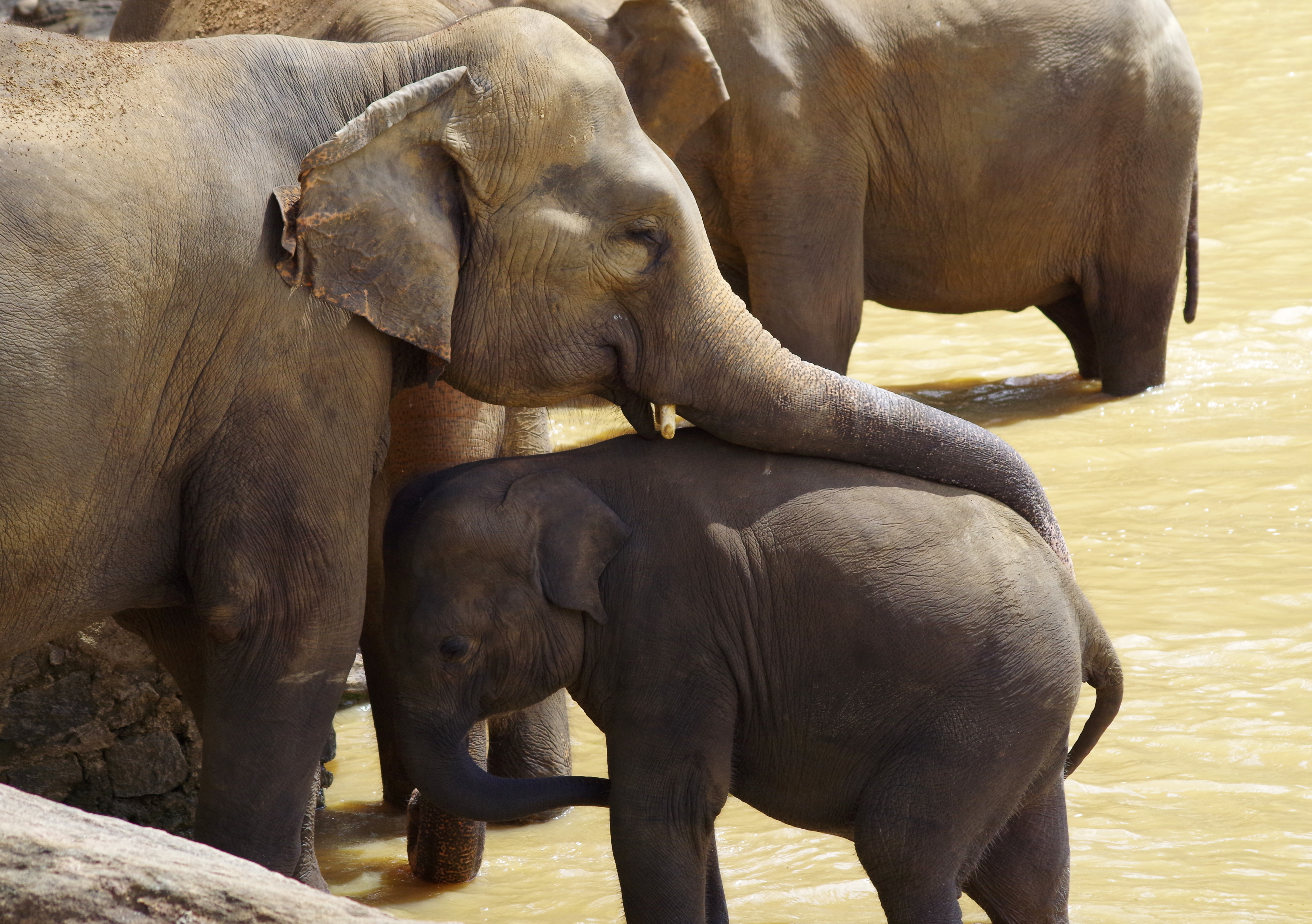
L'elefante asiatico selvatico può essere notato nelle zone collinari del Bangladesh.
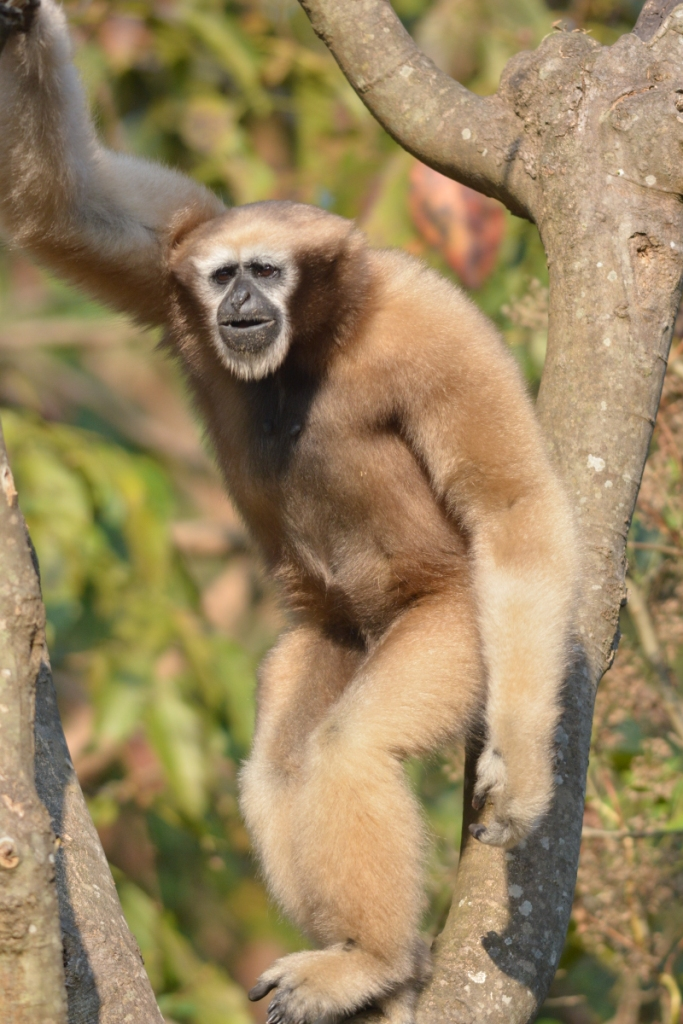
il gibbone di tipo Hoolock.
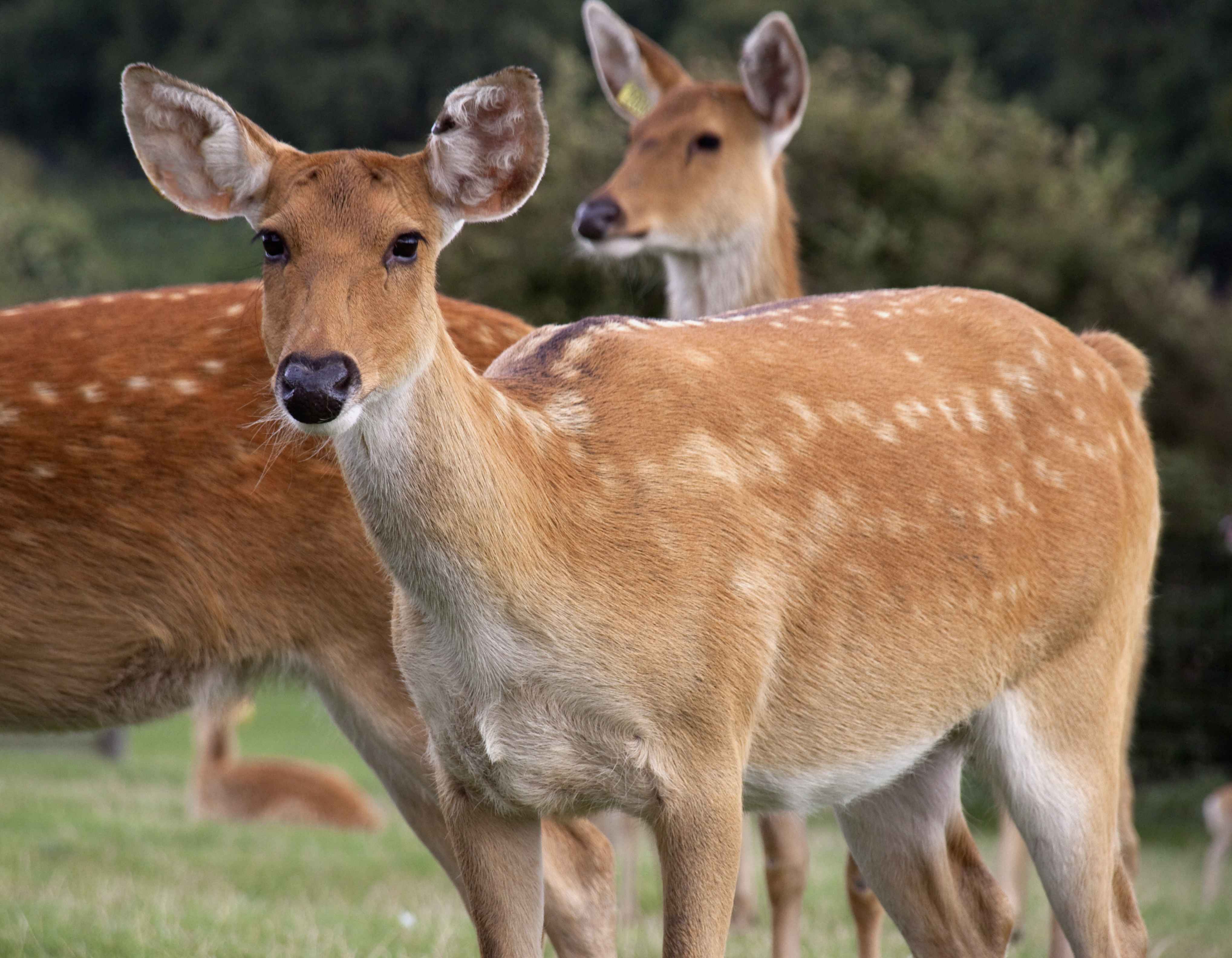
Il cervo sambar.
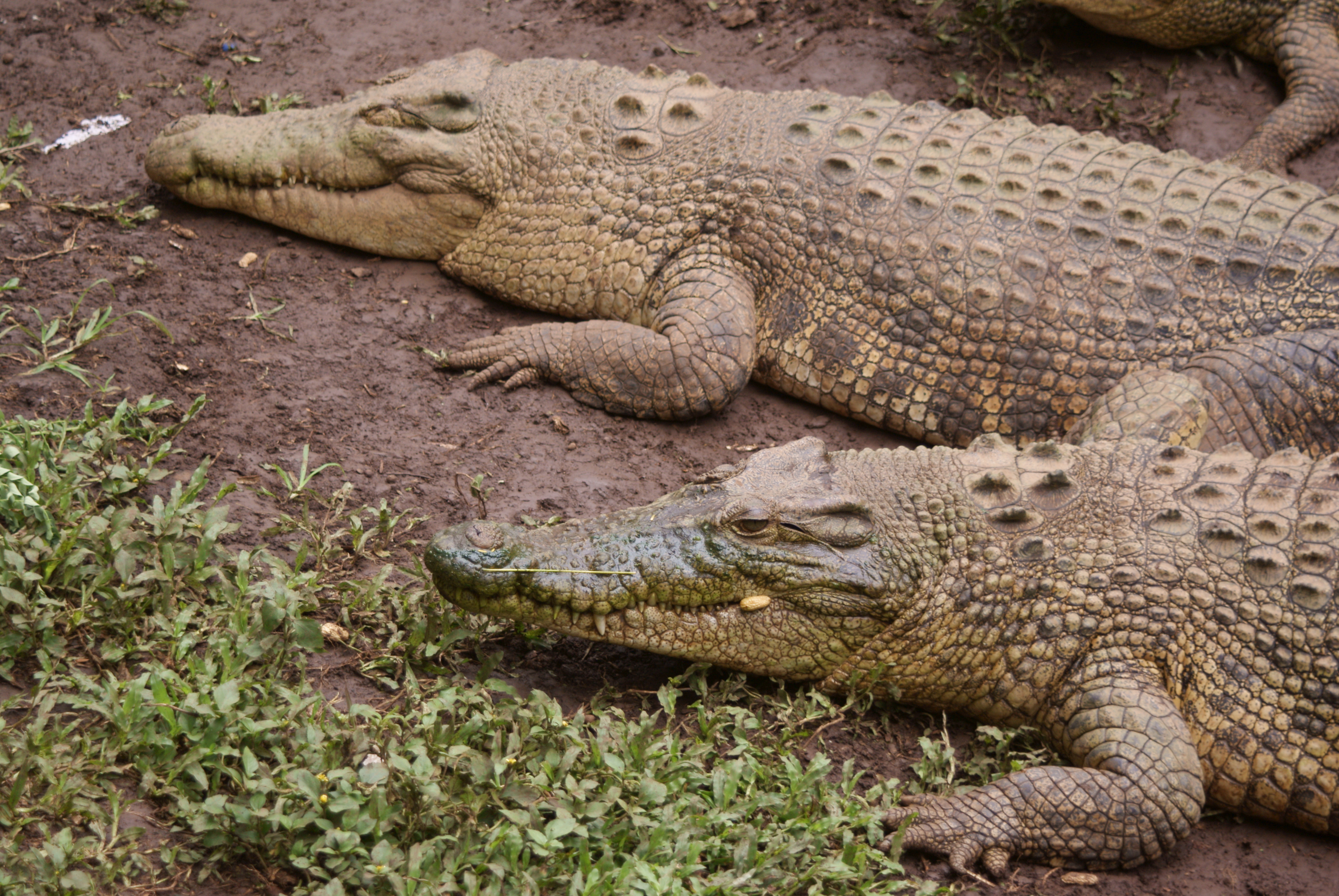
Il coccodrillo marino (d'acqua salata) è il più grande di tutti i rettili viventi.
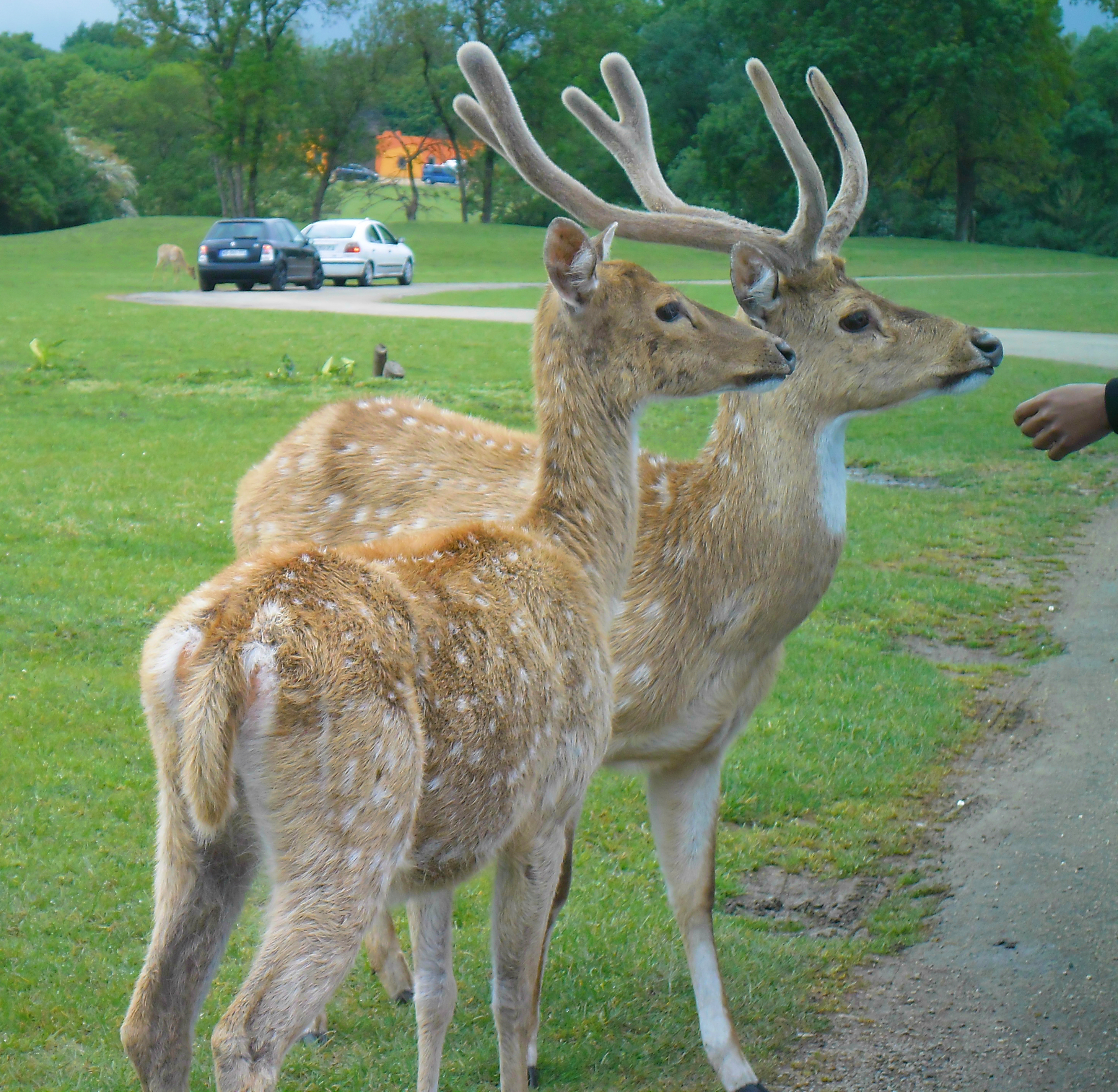
Il cervo pomellato o "Chital" è ampiamente osservabile nelle Sundarbans e tra le foreste di mangrovie
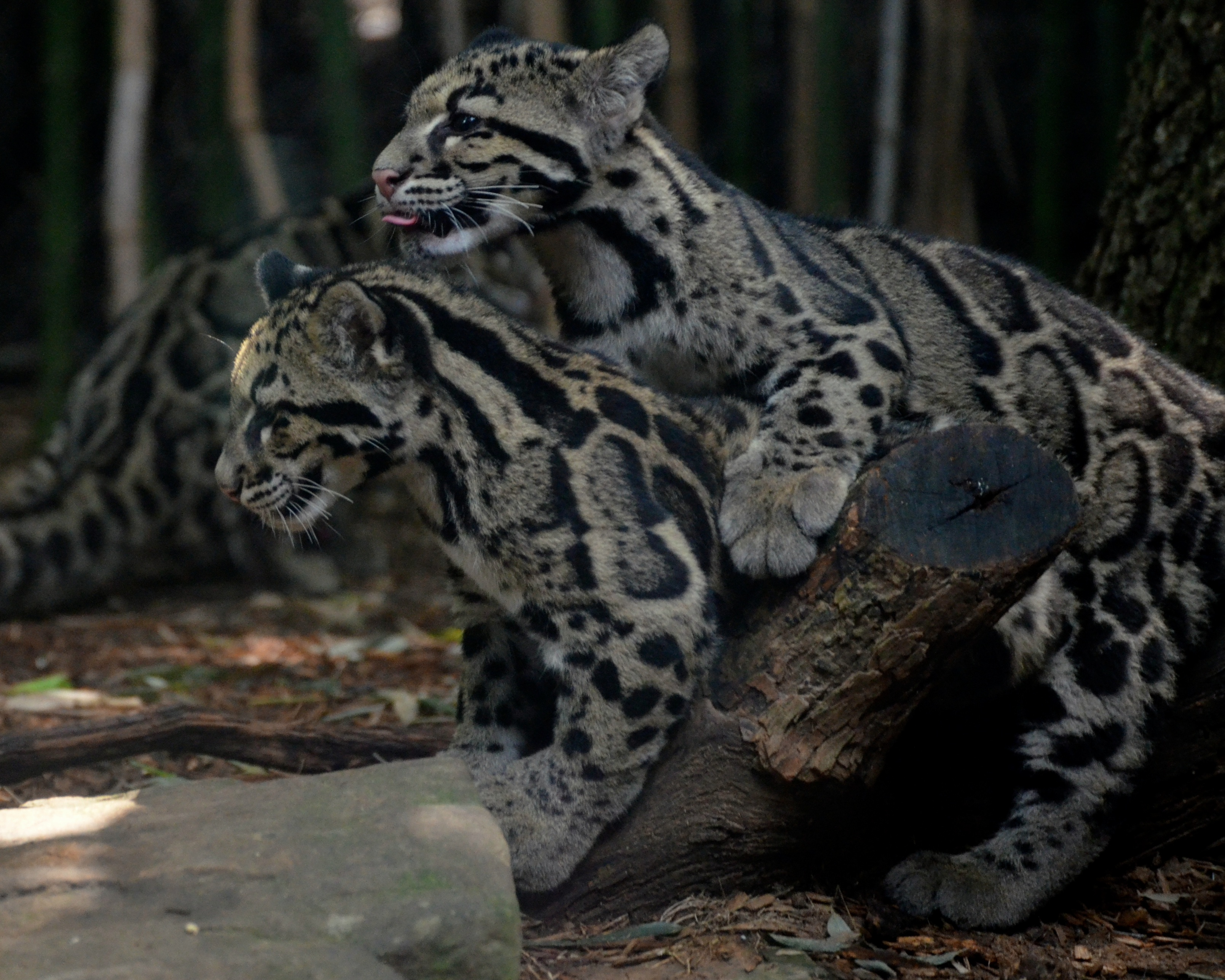
Il leopardo nebuloso si può osservare nella parte sudorientale del paese.
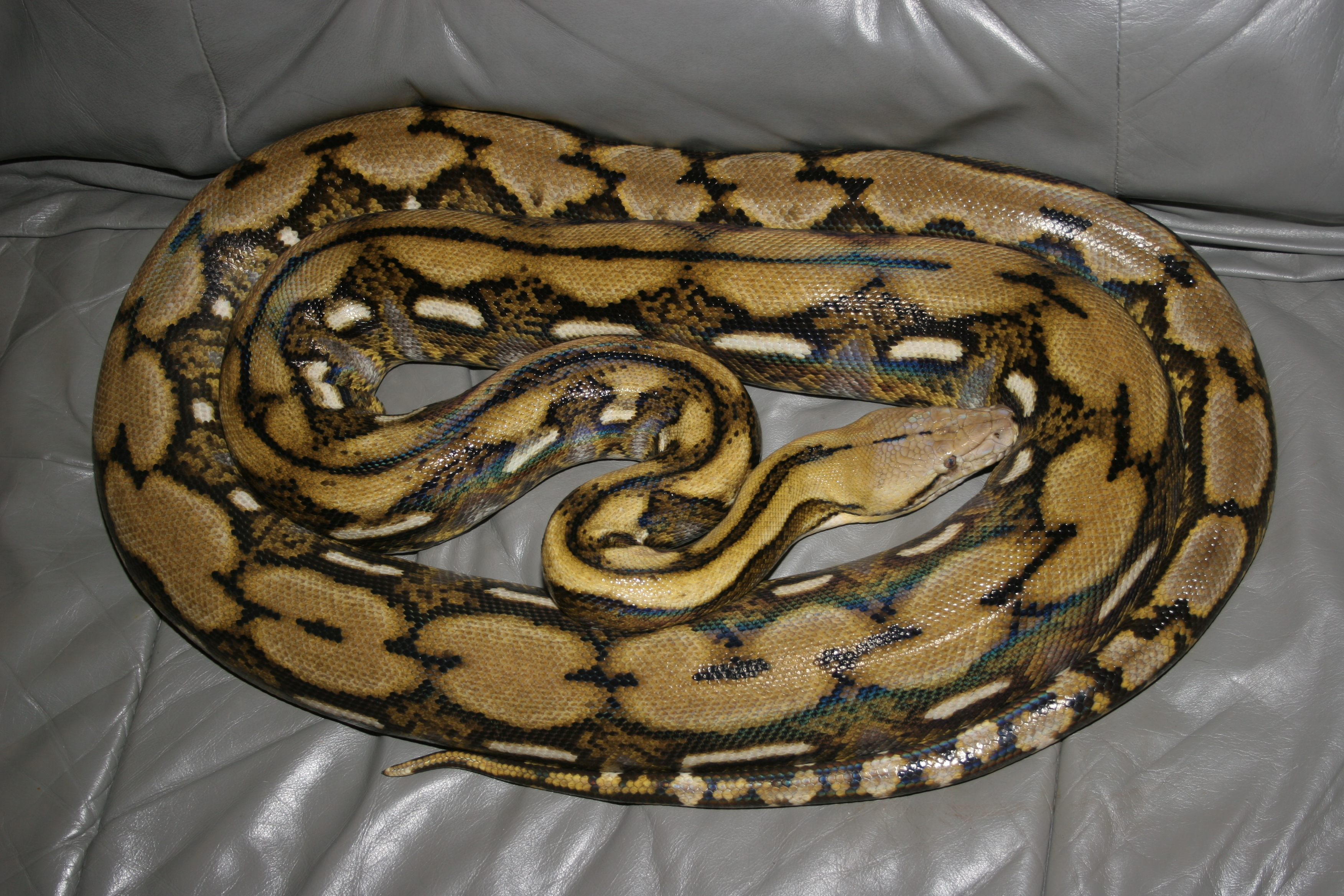
Il Python reticulatus è il serpente più lungo del mondo, oltre ad essere anche il più lungo tra tutti i rettili.
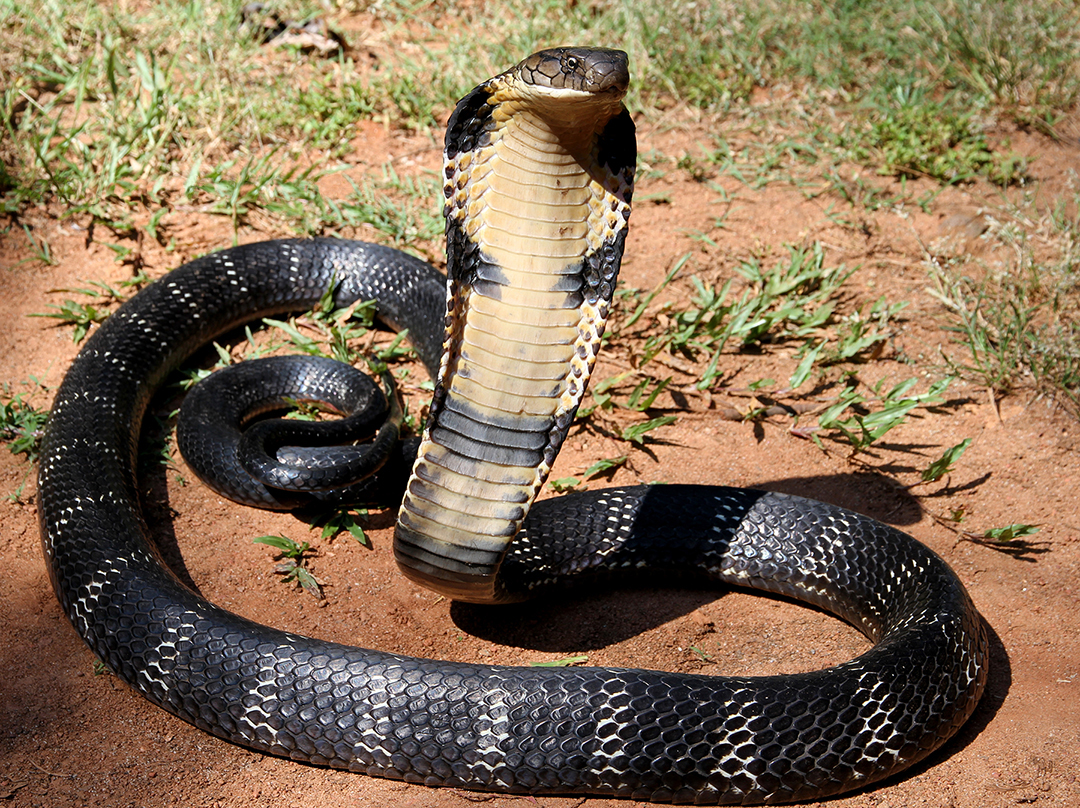
Il cobra reale è il serpente velenoso più lungo del mondo
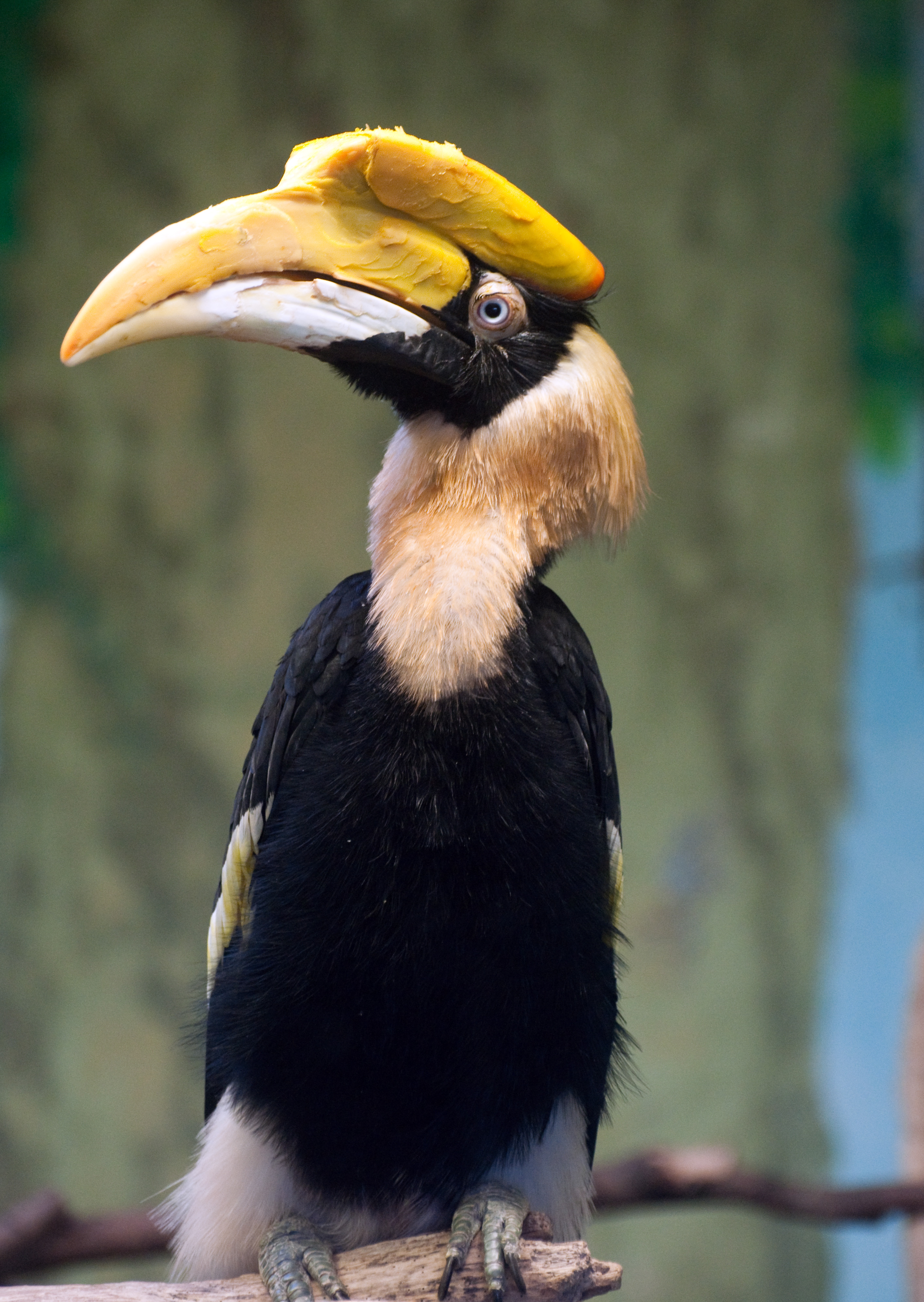
Il grande calao indiano
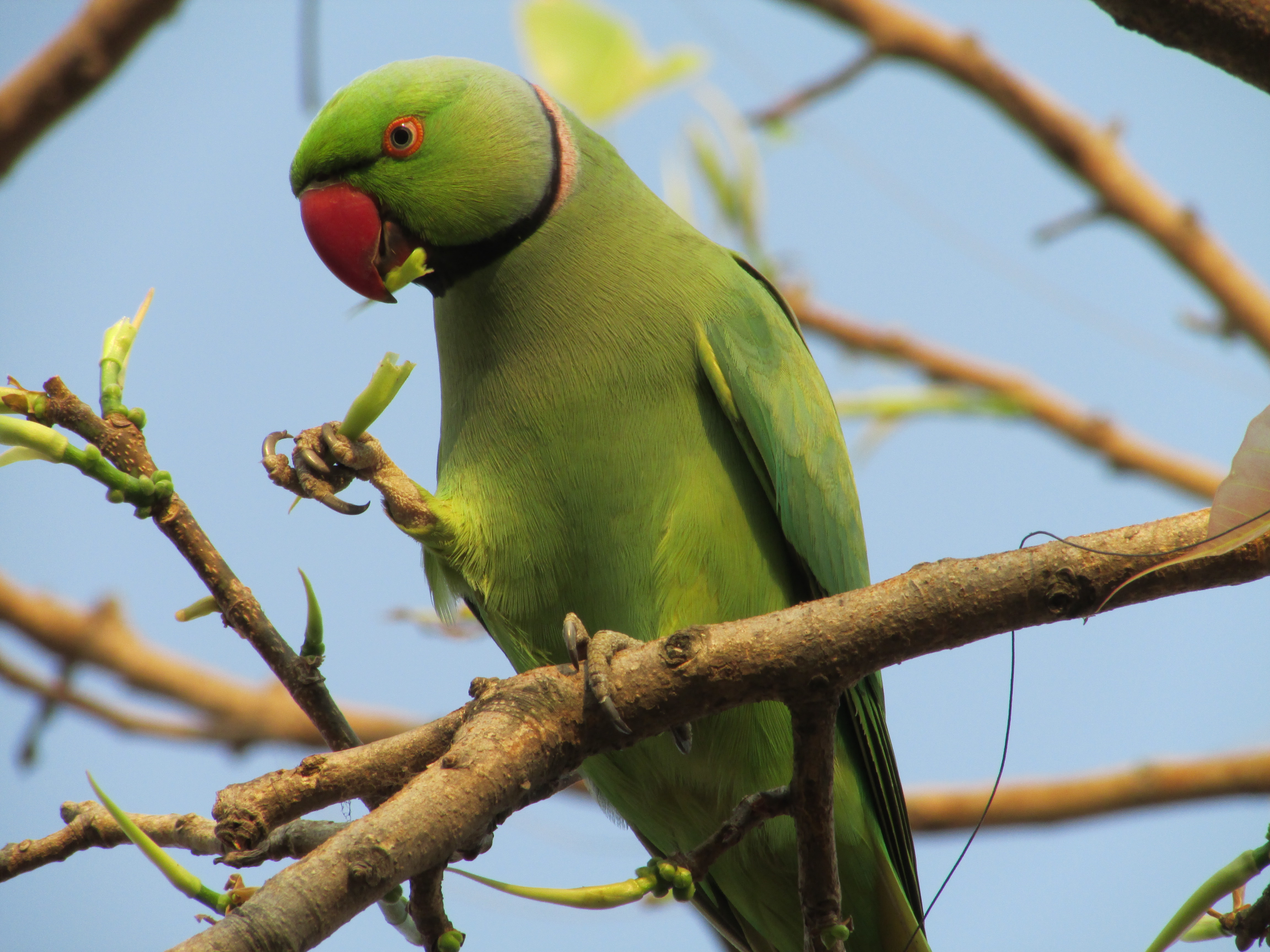
Il parrocchetto dal collare
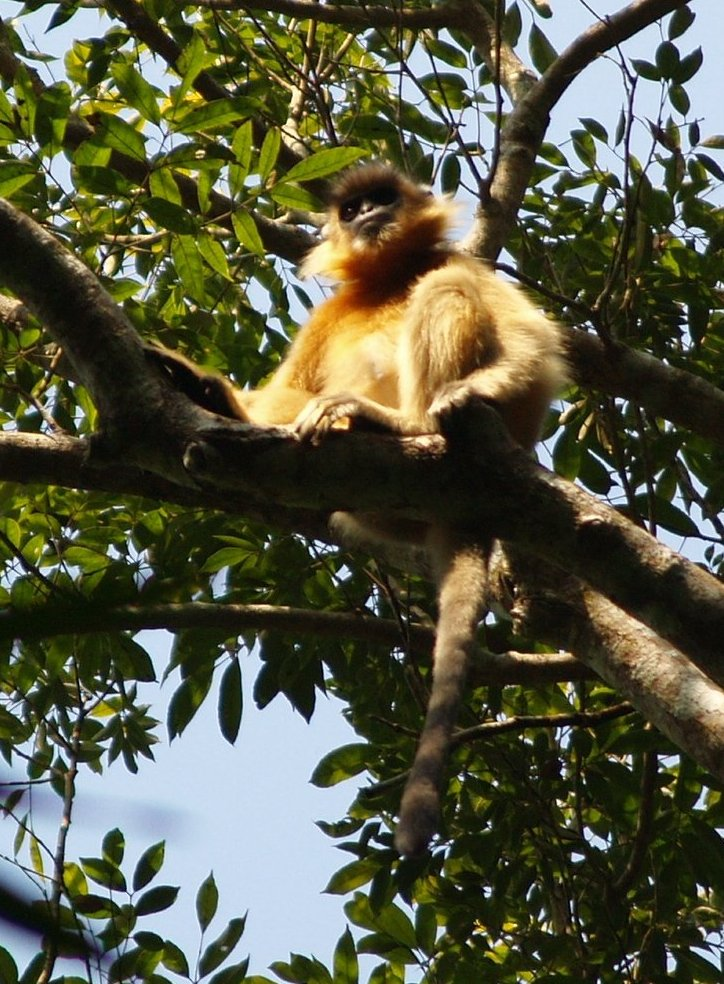
Il presbite dal ciuffo al parco nazionale di Lawachara
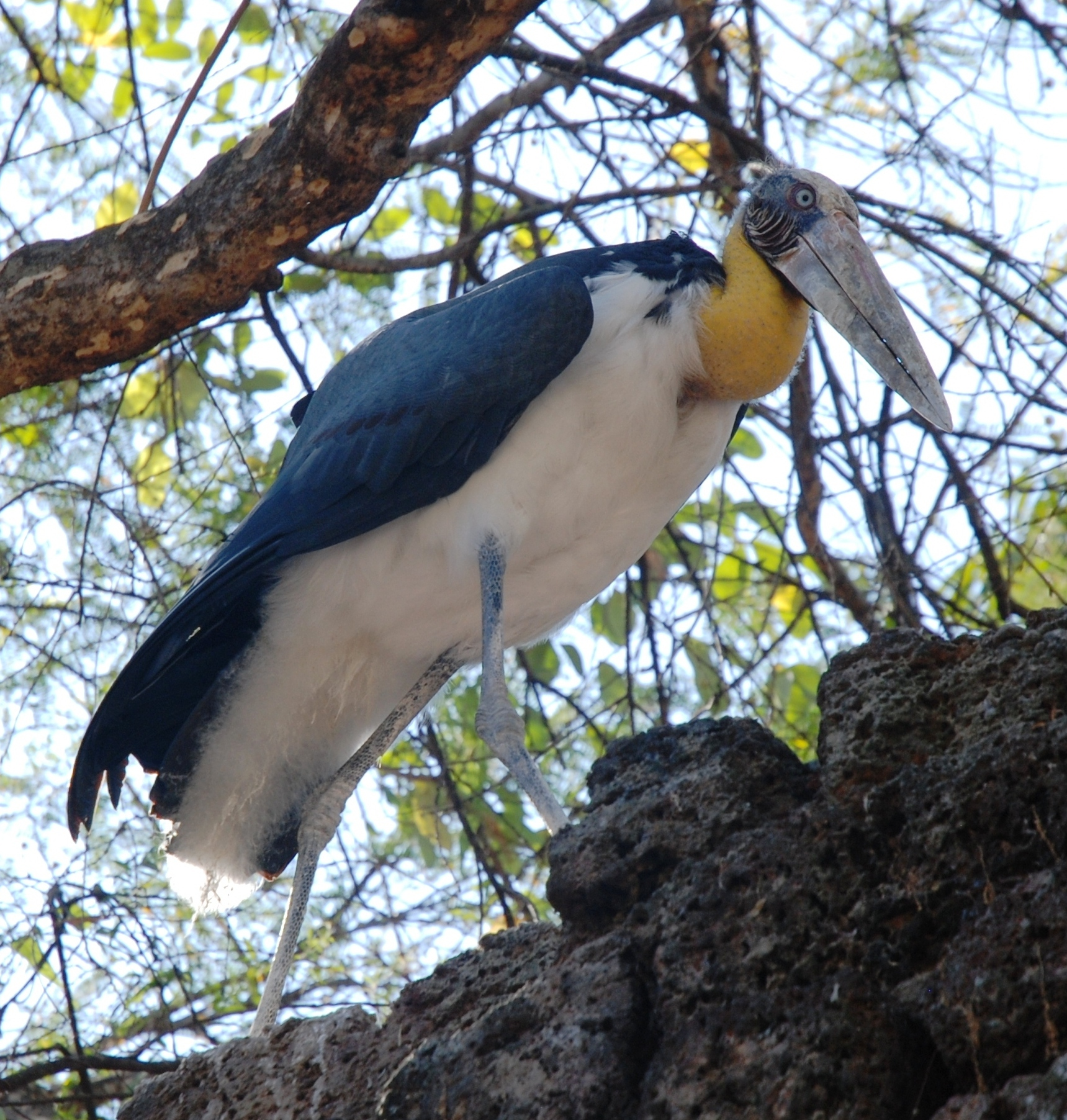
Il marabù del tipo Leptoptilos javanicus o "marabù minore".
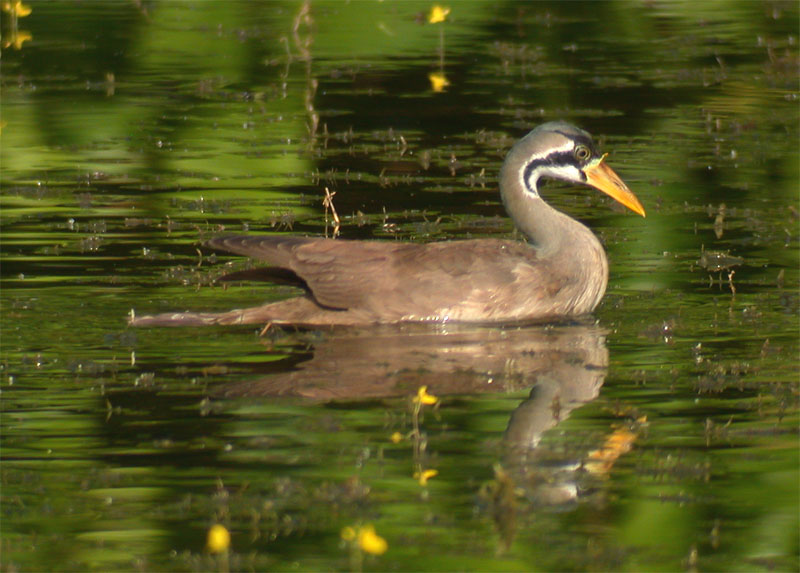
L'Heliopais personatus è un uccello stanziato tra le foreste di mangrovie.
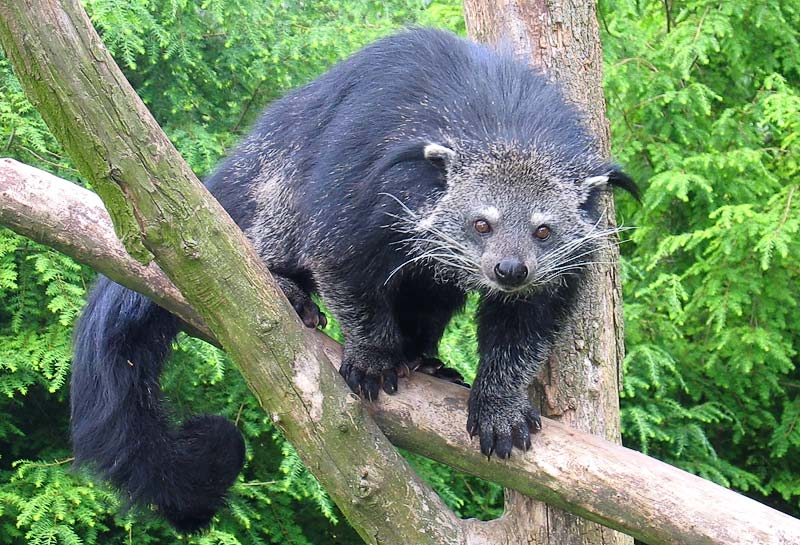
Il Binturong
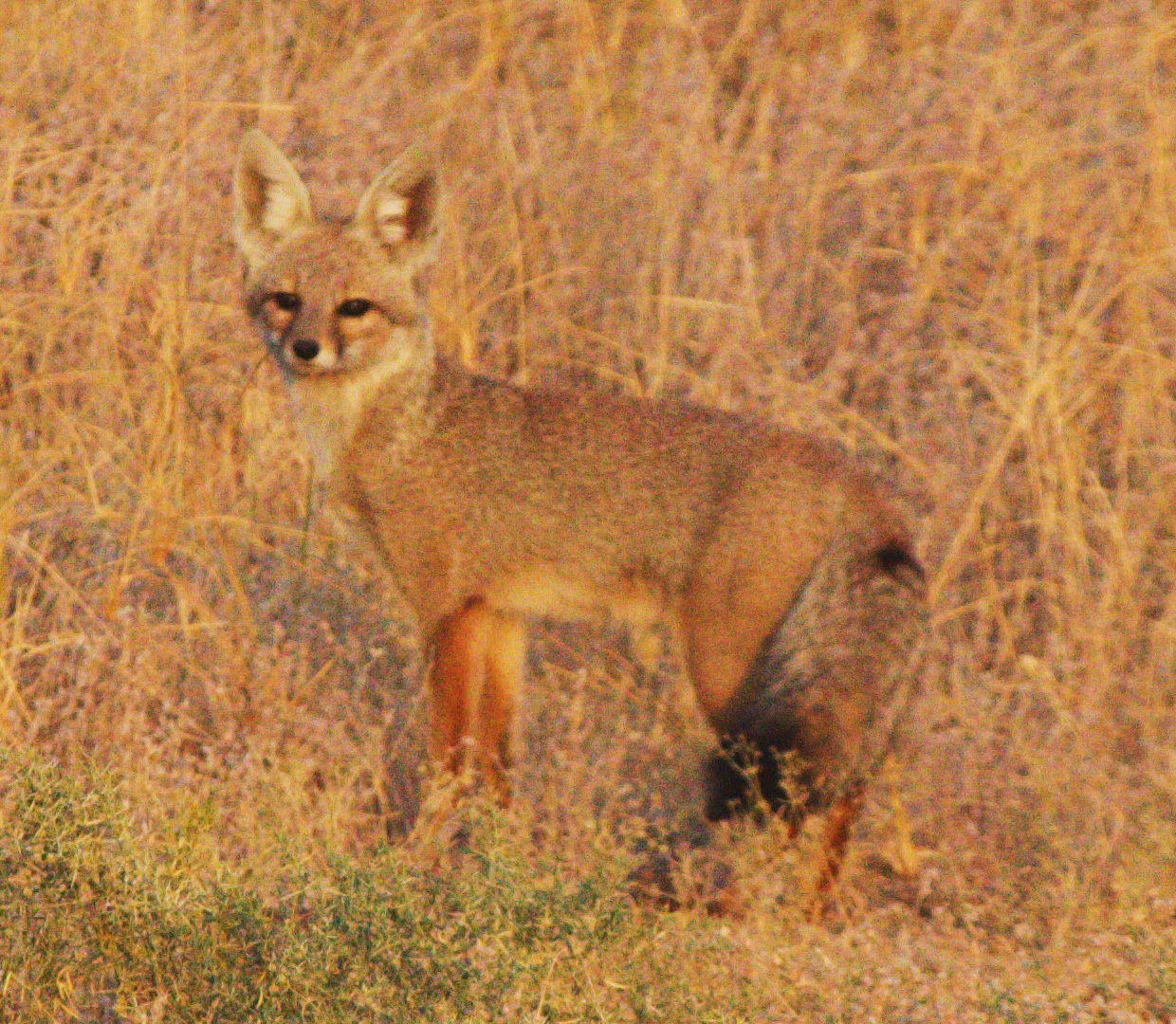
La volpe del Bengala
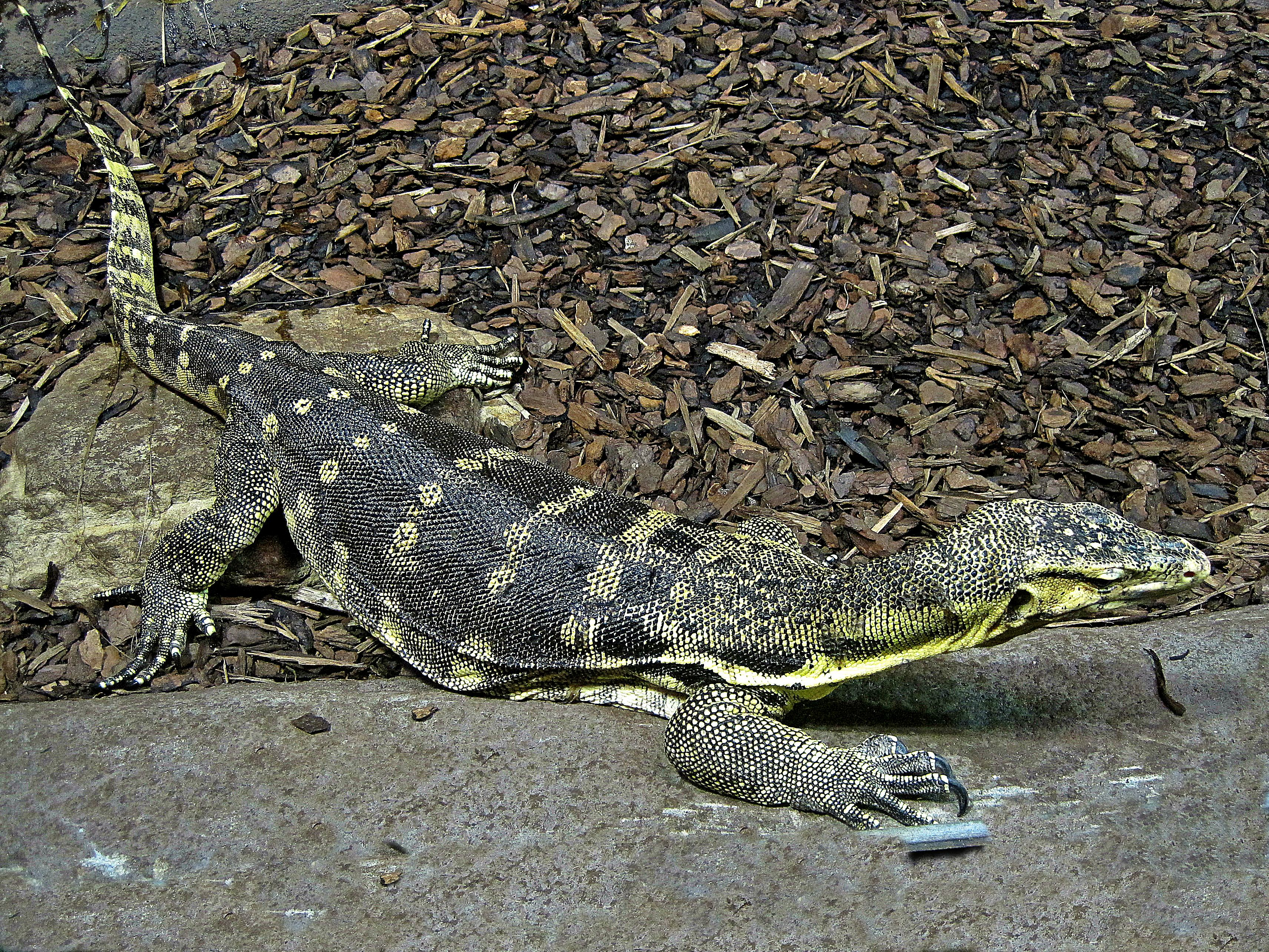
Il Varanus salvator è la seconda più pesante lucertola al mondo, dopo il drago di Komodo.
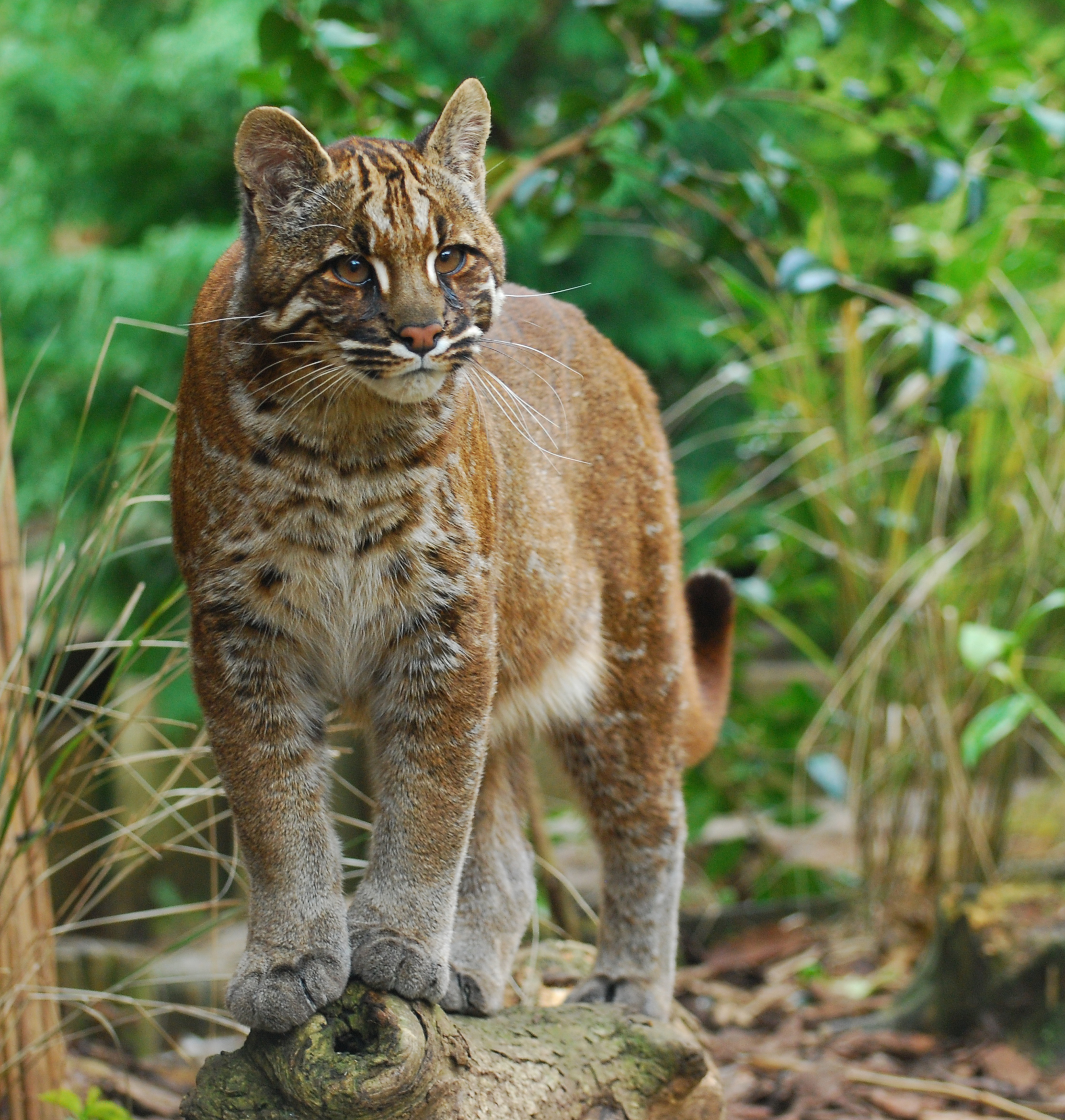
Il gatto dorato asiatico